# Irena Buivydaitė-Kupčinskienė
Irena Buivydaitė-Kupčinskienė (Šiauliai, 27 de abril de 1954) es una escritora, académica y traductora lituana.
En 1977, se graduó de la Universidad de Vilna en licenciatura en inglés y literatura. Vive en Alytus donde trabaja como docente en Alytus College.

## Obras

### Novela
- Šimtas baltų mersedesų, serie de novelas de amor, Vilna Alma littera, 1995, (antras leidimas 2007)
- Laimingo namo melodramos, serie de novelas de amor, Vilna: Alma littera, 1997, (antras leidimas 2007)
- Laiko tiek nedaug, serie de novelas de amor, Vilna: Alma littera, 1998, (antras leidimas 2006)
- Ironiški stebuklai, serie de novelas de amor, Vilna: Alma littera, 1999
- Telefoninis romanas, serie de novelas de amor, Vilna: Alma littera, 2001
- Takas per jūrą, serie de novelas de amor, Vilna: Alma littera, 2004, (antras leidimas 2008)
- Geriausios draugės, serie de novelas de amor, Vilna: Alma littera, 2006
- Padovanok man savaitgalį, novela, Vilna: Alma littera, 2008
- Gyvenimo spalvos, novela, Vilna: Alma littera, 2010
- Kitapus veidrodžio, novela, Vilna: Alma littera, 2013
- "Nebaigta kalnų sakmė", Vilna: Alma littera, 2015
- "Tikros ir netikros seserys", Vilna: "Alma littera", 2017

### Vertimai
- Barbara Carland: Meilės sprogimas, Vilna: Alma littera, 1996
- Barbara Cartland: Ir moterys turi širdį, Vilna: Alma littera, 1996
- Dorling Kindersley: Motinos ir vaiko knyga, Vilna: Alma littera, 1996
- Richard Platt: Piratai, serie Žvilgsnis į pasaulį, Vilna: Alma littera, 1996
- Dorling Kindersley: Kūdikio priežiūra, serie Naudingi patarimai , Vilna: Alma littera, 1997
- Dorling Kindesley: Makaronų patiekalai, serie Naudingi patarimai Vilna: Alma littera, 1997
- Elise Title: Romeo, novela, Vilna: Alma littera, 1998
- Patricia Hagan: Orchidėjos mėnesienoje, novela, Vilna: Alma littera, 1998
- Johanna Lindsey: Pasakyk, kad mane myli, novela, Vilna: Alma littera, 1999
- Elise Title: Grandininė reakcija, novela, Vilna: Alma littera, 2000
- Dorling Kindersley: Ispanija, serie Kelionių vadovai, Vilna: Alma littera, 2001
- Mario Puzo: Paskutinis donas, novela, Vilna: Alma littera, 1998
- Mario Puzo: Omerta, novela, Vilna: Alma littera, 2002
- Catherine Applegate: Zoja trokšta permainų, novela, Vilna: Alma littera, 2002
- Catherine Applegate: Džeikas sužino, novela, Vilna: Alma littera, 2002
- Reiki, apie energetinį gydymą, Vilna: Alma littera, 2002
- Sandra Brown: Alibi, novela, Vilna: Alma littera, 2003
- Mario Puzo: Šeima, novela, Vilna: Alma littera, 2004
- Johnson‘s: Motina ir vaikas, Vilna: Alma littera, 2005
- Deborah Tom: Rask pusiausvyrą, Vilna: Alma littera, 2005
- Sandra Brown: Baltas karštis, Vilna: Alma littera, 2006
- Catherine Alliot: Vestuvių diena, Vilna: Alma littera, 2006
- Sarah Dunan: Veneros gimimas", Vilna: Alma littera, 2007
- Ian Fleming: Su meile iš Rusijos, Vilna: Alma littera, 2007
- Jodi Picoult: Dešimtas ratas, Vilna: Alma littera, 2008
- Sandra Brown: Susikeitimas, Vilna,: Alma littera, 2008
- Sandra Brown: Užgavėnės, Vilna,: Alma littera 2008
- Jodi Picoult: Tobulas paveikslas, Vilna,: Alma littera 2009
- Danielle Steel,: Permainos,Vilna,: Alma littera 2010
- Judie Garwood: Šešėlių šokis,Vilna,: Alma littera 2010
- Mary Higgins Clark: Tavo šypsenos šešėlis, Vilna,: Alma littera 2010
- Sandra Brown: Ypatinga klientė Vilna,: Alma littera 2011
- Mary Higgins Clark: Šauksmas naktyje, Vilna,: Alma littera 2012
- Mary Higgins Clark "Tu priklausai man, Vilna,: Alma littera 2012
- Mary Higgins Clark: Mes vėl susitiksim, Vilna,: Alma littera 2013
- Sandra Brown: Žemas slėgis, Vilna,: Alma littera 2013
- Stilingos mergaitės vadovas, Vilna,: Alma littera 2014
- Santa Montefiore: Neužmiršk manęs, Vilna,: Alma littera 2014
- Jodi Picoult: Metas eiti, Vilna,: Alma littera 2015
- Santa Montefiore "Bitininko duktė", Vilna, "Alma littera", 2016
- Ruth Ware: Tamsioje, tamsioje girioje, Vilna, "Alma littera", 2017
- Jodi Picoult: Maži svarbūs dalykai, Vilna, "Alma littera", 2017